# Głaz Podchorążych
Głaz Podchorążych – głaz narzutowy znajdujący się od 1959 roku przed siedzibą Państwowego Instytutu Geologicznego w Warszawie. Przez kilkadziesiąt lat największy znany głaz narzutowy w Warszawie. Pomnik przyrody.
Głaz jest zbudowany z gnejsu biotytowego (według innego źródła z granitu). Zawiera iniekcje typowe dla arterytów pochodzących ze Skandynawii. Waży około 30 t, ma objętość około 10 m³, wysokość 290 cm i obwód 850 cm. 
Głaz odkryto w 1938 roku podczas budowy kolektora przy ulicy Podchorążych. 23 kwietnia 1959 roku przeniesiono go przed nowo wybudowaną siedzibę Państwowego Instytutu Geologicznego przy ulicy Wiśniowej (adres Rakowiecka 4).

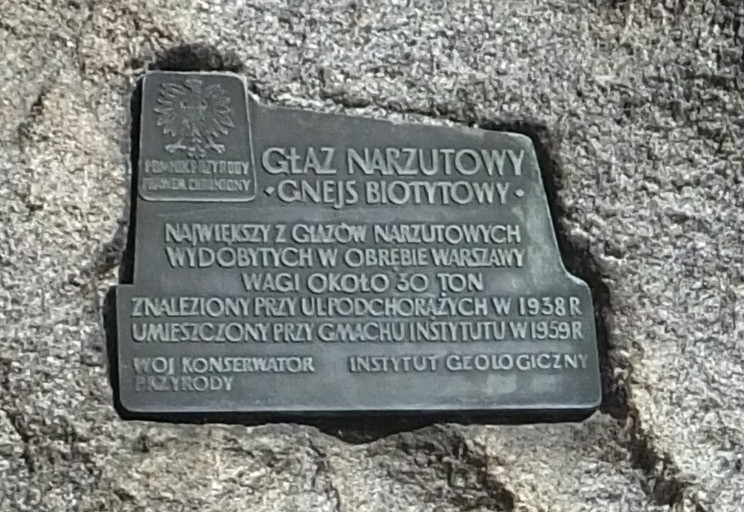
Tabliczka informacyjna umieszczona na głazie

Przez kilkadziesiąt lat był największym głazem narzutowym znalezionym w Warszawie. Później, również w trakcie prac budowlanych, znaleziono większe głazy. W 2011 roku podczas budowy garażu podziemnego przy ul. Próżnej znaleziono głaz o wadze około 40 ton. Jego wydobycie w całości uznano za zbyt trudne techniczne i kosztochłonne, więc został pofragmentowany.  W 2017 roku na budowie biurowca Varso znaleziono jeszcze cięższy głaz, który przemieszczono na Pole Mokotowskie.